# Bivouac au Col de la Dent Blanche
Das Biwak am Col de la Dent Blanche, auch Bivouac de la Dent Blanche oder Dent-Blanche-Biwak, ist eine Schutzhütte des Schweizer Alpen-Clubs Sektion Jaman in den Walliser Alpen im Kanton Wallis in der Schweiz.

## Lage und Betrieb
Das Biwak steht am Pass zwischen Dent Blanche und Grand Cornier auf 3540 m ü. M. wird von der SAC Sektion Jaman betrieben und ist unbewartet.

## Geschichte
Der 1976 errichtete, sechseckige Steinbau ist ein komfortabel eingerichtetes Biwak, jedoch ohne permanente Kochgelegenheit. Es ist Ausgangspunkt für hochalpine Gratklettereien zu den beiden Gipfeln Dent Blanche und Grand Cornier. Der Ausblick reicht vom Weisshorn über Zinalrothorn und Ober Gabelhorn zur Dent Blanche.

## Zustieg
- von Ferpècle (Les Salays) über den Dent Blanche-Gletscher (Normalroute) in 6 Stunden, 1770 Höhenmeter, Schwierigkeitsgrad L.